# Горас Дісстон
Горас Дісстон (англ. Horace Disston, 7 січня 1906 — 30 вересня 1982) — американський хокеїст на траві.
Бронзовий призер Олімпійських Ігор 1932 року.